# فيوليت أوكلي
فيوليت أوكلي (بالإنجليزية: Violet Oakley)‏ هي كاتِبة ورسامة ورسامة توضيحية أمريكية، ولدت في 10 يونيو 1874 في نيوجيرسي في الولايات المتحدة، وتوفيت في 25 فبراير 1961 في فيلادلفيا في الولايات المتحدة.

## معرض صور

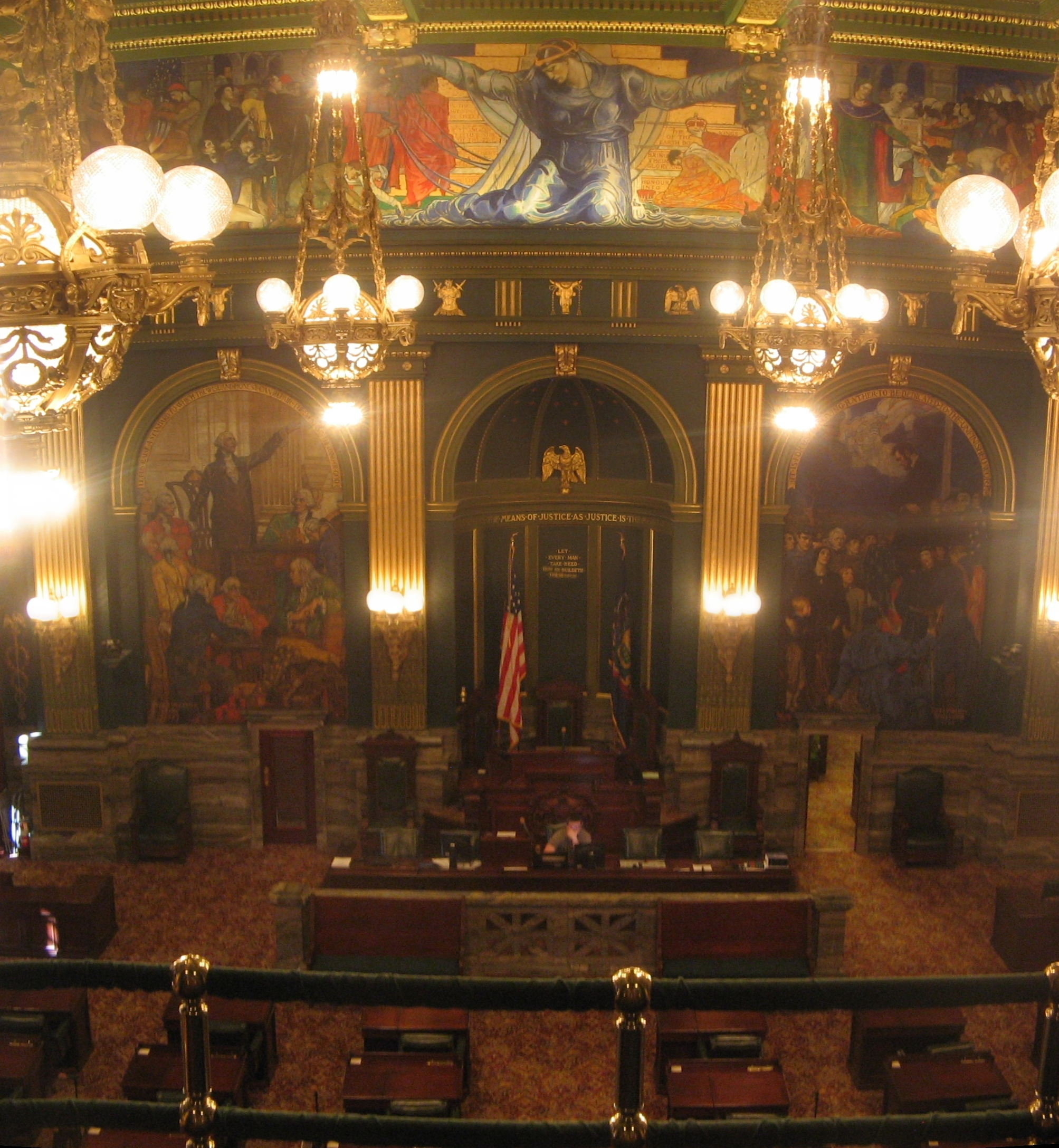
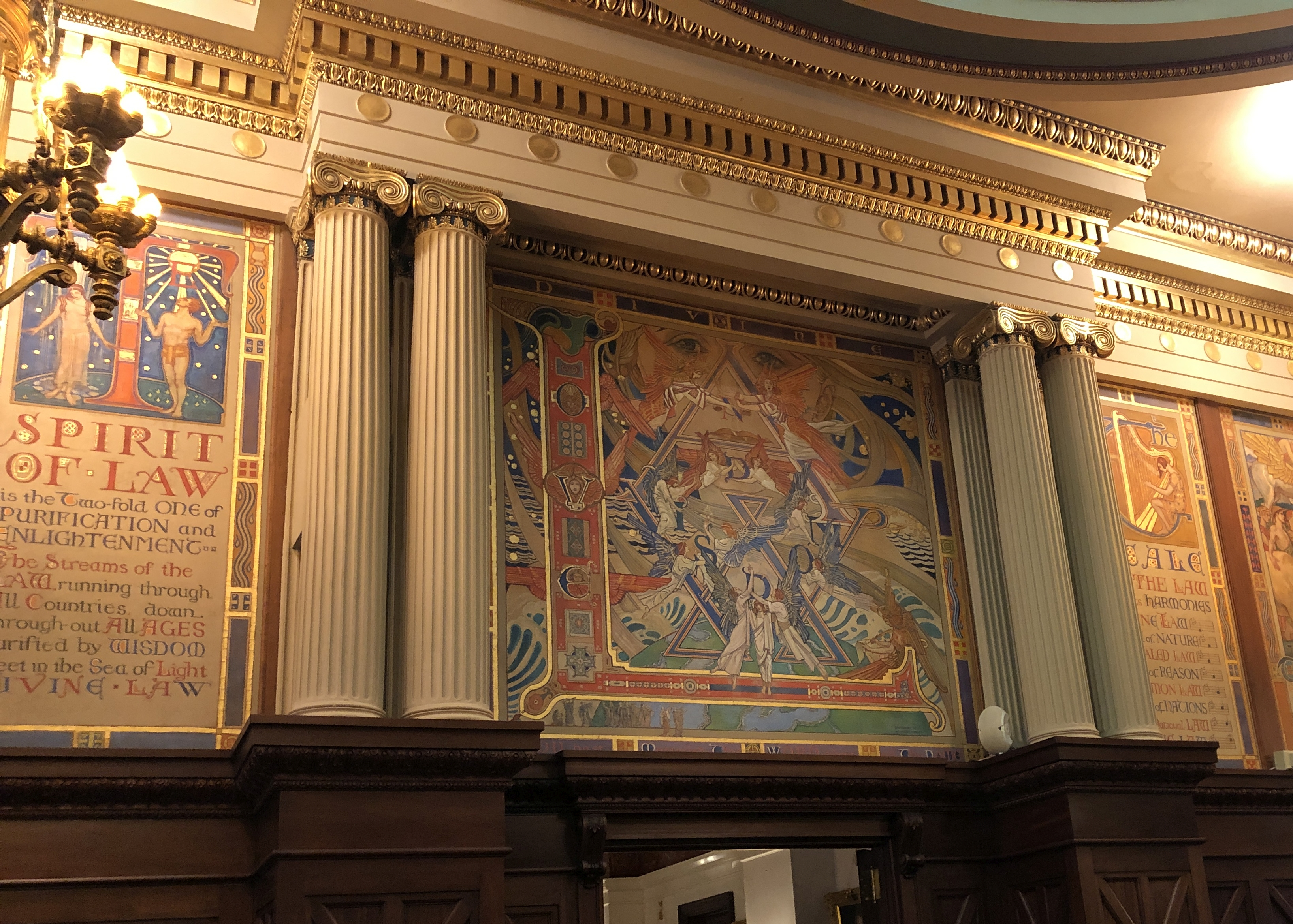
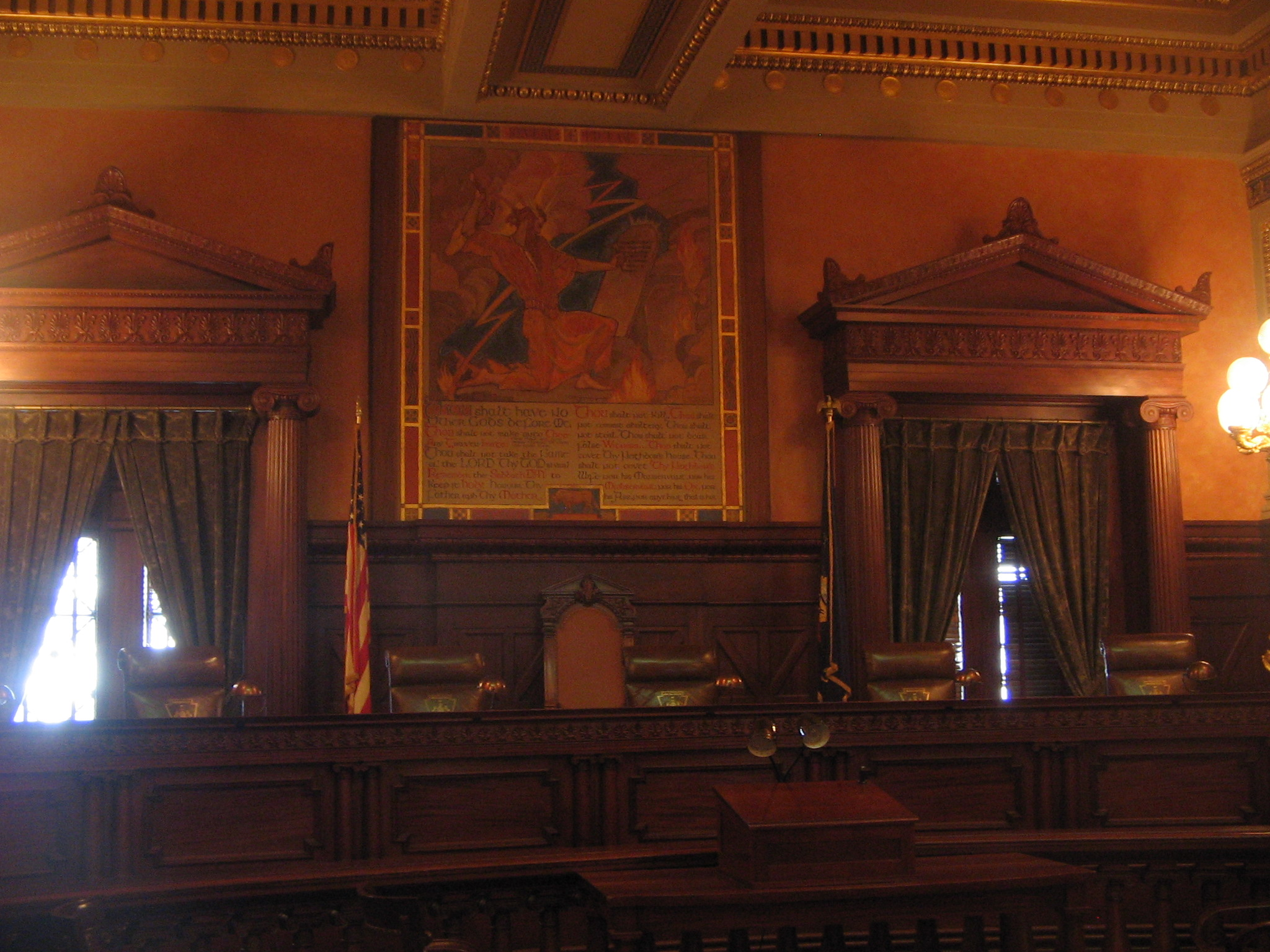
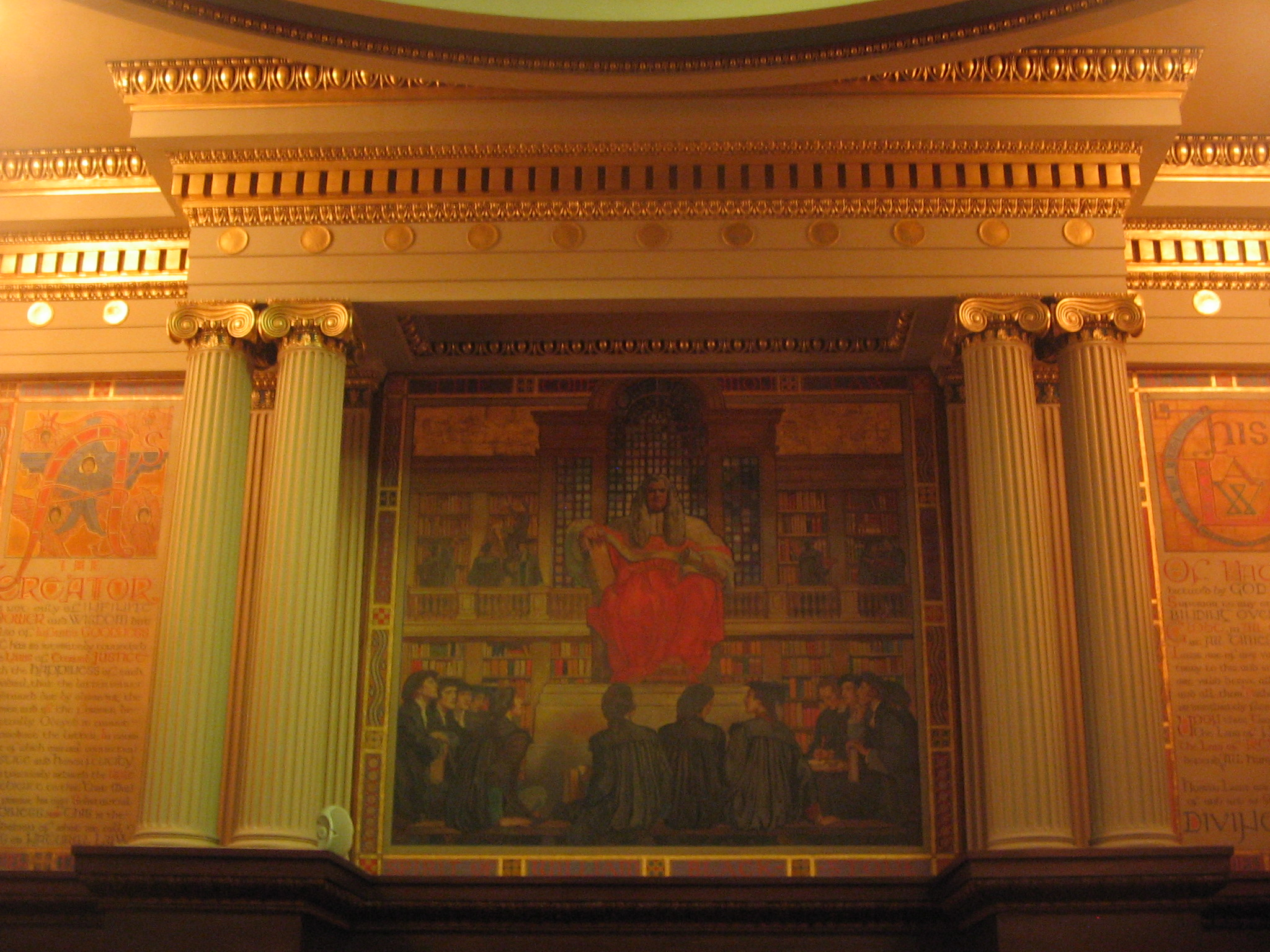